# 坂東彦三郎 (5代目)
五代目 坂東 彦三郎（ごだいめ ばんどう ひこさぶろう、1832年（天保3年） - 1877年（明治10年）10月13日）は幕末から明治初期にかけて活躍した歌舞伎役者。俳名は薪水・鶴子・薪子、屋号は音羽屋。
浅草の大工為蔵の子（一説に歌舞伎作者・村冠二の子とも）。天保11年（1840年）、四代目坂東彦三郎の養子となり坂東鶴之助と名乗る。天保13年（1842年）11月、中村座で『金竜山誓礎』が初舞台。弘化3年（1846年）1月、河原崎座で坂東竹三郎と改名。子供芝居で修業して力を付け安政元年（1854年）3月、市村座で五代目坂東彦三郎を襲名。
その後は江戸上方の舞台で活躍。四代目中村芝翫と人気を競い合った。容姿口跡ともによく、時代物、世話物で驚異的に幅広い役柄を誇った。『源平布引滝』「実盛物語」の実盛、『近江源氏先陣館』「盛綱陣屋」の和田兵衛、『黒白論織分博多』（黒田騒動）の栗山大膳などが当たり役。『仮名手本忠臣蔵』では由良之助・師直・勘平・戸無瀬・判官など主要な役をすべてこなし、『京鹿子娘道成寺』など所作事にも秀でていた。明治10年（1877年）10月巡業先の大阪で客死。
「名人彦三郎」「彦旦那」と呼ばれた名優で、九代目市川團十郎も「忠臣蔵七段目の由良之助だけは兄貴（彦三郎）にかなわねえ」と脱帽するくらいの芸力だった。彦三郎も自信家で、好敵手の芝翫と比べられると「客はあいつ（芝翫）に呼んでもらい、芝居は俺が見せるのさ」と豪語した。